# Cục Hậu cần, Bộ Công an (Việt Nam)
Cục Hậu cần (H07) trực thuộc Bộ Công an Việt Nam là cơ quan đầu ngành tham mưu cho Đảng ủy Công an Trung ương, thủ trưởng của Bộ Công an lãnh đạo, chỉ đạo toàn diện các mặt công tác hậu cần trong toàn ngành công an.

## Quá trình phát triển
Theo Nghị định số 01/NĐ-CP ngày 6 tháng 8 năm 2018 quy định về chức năng, nhiệm vụ, quyền hạn và cơ cấu tổ chức bộ máy của Bộ Công an. Sau khi giải thể các Tổng cục, Cục Hậu cần được thành lập trên cơ sở đổi tên từ Cục Quản trị trực thuộc Tổng cục Hậu cần-Kỹ thuật trở về trực thuộc Bộ Công an.

## Lãnh đạo hiện nay
- Cục trưởngː Thiếu tướng Phạm Văn Sơn - Bí thư Đảng ủy Cục
- Phó Cục trưởng: Thiếu tướng Đặng Hoàng Đa
- Phó Cục trưởng: Đại tá Nguyễn Thái Bình
- Phó Cục trưởng: Đại tá Nguyễn Thị Ngọc Hà
- Phó Cục trưởng: Đại tá Vũ Thành Hưng
- Phó Cục trưởng: Đại tá Đỗ Tuấn Sơn

## Cục trưởng qua các thời kỳ
- 6/8/2018 - 31/8/2022: Thiếu tướng Lê Văn Hải
- 31/8/2022 - nay: Thiếu tướng Phạm Văn Sơn, nguyên Giám đốc Công an tỉnh Ninh Bình

## Phó Cục trưởng qua các thời kỳ
- Thiếu tướng Đặng Hoàng Đa
- Đại tá Nguyễn Thái Bình
- Đại tá Nguyễn Thị Ngọc Hà
- Đại tá Cao Viết Trọng
- Thượng tá Vũ Thành Hưng
- Đại tá Lê Khánh Đồng